# Министерство коммуникаций и информационных технологий Индии
Министерство коммуникаций и информационных технологий Индии — орган правительства Индии, курирующий отрасль телекоммуникаций и информационных технологий страны.
Организационная структура министерства включает в себя три департамента:
- Департамент коммуникаций;
- Департамент электроники и информационных технологий;
- Департамент почтовой службы (Почта Индии).

Руководство министерством осуществляет министр — член Кабинета, в настоящее время — К. Сибал (англ.), государственными министрами министерства являются С. Пилот (англ.) и М. М. Деора (англ.).
В июле 2016 года разделено на 2 министерства: Министерство коммуникаций (англ.) и Министерство электроники и информационных технологий (англ.).

## Департамент коммуникаций
Департамент коммуникаций, известный также под названием Дур Санчар Вибхаг, занимается политикой лицензирования и координации вопросов, связанных с телеграфной, телефонной связью, беспроводной передачей данных, факсимильной связью, телематическими и другими видами услуг. Также рассматривает вопросы, связанные с исполнением законов, регламентирующих деятельность отрасли связи Индии, таких как:
- Закон о телеграфе Индии 1885 года[англ.];
- Закон о беспроволочной телеграфии Индии 1933 года;
- Закон об органе управления телекоммуникациями Индии 1997 года[англ.].

### Телекоммуникационные компании государственного сектора Индии
- Bharat Sanchar Nigam Limited
- Indian Telephone Industries Limited
- Mahanagar Telephone Nigam Limited
- Telecommunications Consultants India Limited.

### Исследовательские подразделения
- Центр развития телематики

### Другие подразделения
- Wireless Planning and Coordination Wing
- Telecom Engineering Center
- Controller of Communication Accounts
- Telecom Enforcement, Resource and Monitoring Cells

## Департамент электроники и информационных технологий
В ведении департамента находятся вопросы, регулируемые Законом об информационных технологиях Индии 2000 года (англ.), в частности:
- обучение по специальностям в области ИТ, а также обучение с использованием ИТ-технологий;
- взаимодействие с международными органами и учреждениями по вопросам развития ИТ-технологий, такими как Internet for Business Limited, Institute for Education in Information Society and International Code Council-on line;
- вопросы, связанные с преодолением цифрового неравенства;
- деятельность Национального центра информатики (англ.);
- деятельность Совета по экспорту электроники и программного обеспечения;
- разработка политики распространения в Индии свободного программного обеспечения, поддержка деятельности Национального центра свободного программного обеспечения (англ.) .
- Центр развития передовых вычислений (Centre for Development of Advanced Computing, C-DAC)

Одно из направлений работы департамента — внедрение в национальных масштабах услуг онлайн-доступа к государственным услугам (электронных государственных услуг). Планируется, что жители всех 28 штатов Индии смогут получать онлайн все государственные услуги, включая оплату коммунальных платежей и получение водительских прав через специальный интернет-портал. Для жителей сельской местности с этой целью предполагается развернуть сеть информационных киосков (service center kiosks). Правительство Индии планировало разместить более 10 тысяч таких киосков к декабрю 2010, а в последующем довести их количество до 90 000.
В 2012 году переименован в Департамент электроники и информационных технологий.

## Департамент почтовой службы
Департамент почтовой службы управляет одной из старейших почтовых служб в мире.
Деятельность департамента регулируется Законом о почте Индии 1898 года. Возглавляет департамент Генеральный директор, Секретарь департамента является советником министра. Должности Генерального директора и Секретаря департамента замещаются одним человеком.
Почтовая служба Индии имеет разветвленную инфраструктуру — 26 тысяч круглосуточно работающих офисов и 1,3 миллиона работающих с перерывами. Индия разделена на почтовые округа, границы которых, как правило, совпадают с границами штатов, за исключением северо-восточных штатов. Кроме того, Почтовая служба армии (APS) обеспечивает прием почтовых отправлений от военнослужащих в масштабах всей страны.
Почтовая служба Индии оказывает весь спектр традиционных почтовых услуг — почтовые отправления, денежные переводы, филателия. Помимо традиционных, Почтовая служба Индии вводит и новые виды услуг, связанные с развитием новых технологий:
- Е-Post — доставка сообщений электронной почты людям, не имеющим доступа к электронной почте;
- E-BillPost — оплата счетов;
- Страхование жизни
- Международные денежные переводы
- Паевые инвестиционные фонды
- Банковские услуги.